# Allison Stokke
Allison Rebecca Stokke (Newport Beach, 22 marzo 1989) è un'astista statunitense.

## Biografia
Ha studiato presso l'Harbor High School di Newport. Nel 2008 entra a far parte dell'Università della California a Berkeley.

### Atletica leggera
Nel 2004 la Stokke ha vinto il campionato dello stato della California all'età di 15 anni e ha infranto diversi record nazionali per fascia di età. Alla Harbor High School ha raggiunto 4,14 m, il secondo miglior risultato femminile.

### Modella
Nel maggio 2007 la Stokke divenne improvvisamente un fenomeno in Internet, grazie soprattutto ai blog a tema sportivo che hanno posto in risalto il suo aspetto (all'epoca delle foto l'atleta aveva 17 anni), tanto da farla arrivare in prima pagina sul Washington Post. Il caso ha suscitato dibattito sulla potenza di Internet, sul diritto alla riservatezza e sulla valutazione delle atlete in base a parametri non strettamente sportivi. Nel giugno 2007 Der Spiegel pubblicò sul proprio sito web il nome di Allison Stokke con il titolo Sex symbol contro la loro volontà.